# Stefan Ludwig (Regisseur)

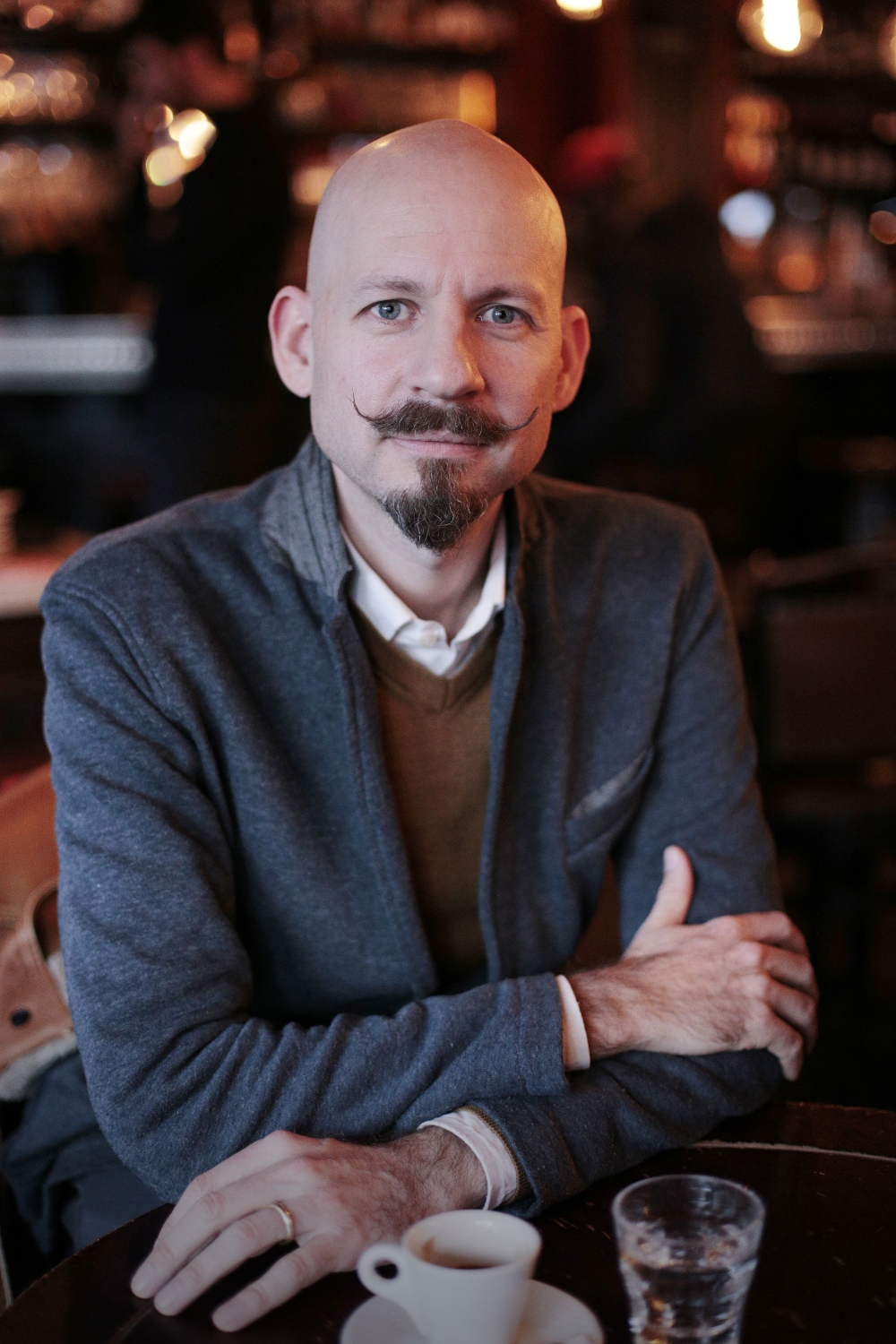
Stefan Ludwig (2019)

Stefan Ludwig (* 27. September 1978 in Eichstätt) ist ein deutscher Dokumentarfilmer, Drehbuchautor und Regisseur.

## Leben
Stefan Ludwig wuchs in Eichstätt (Bayern) auf, wo er 1997 sein Abitur machte. Von 1998 bis 2003 absolvierte er das Theaterregiestudium am Max-Reinhardt-Seminar in Wien. 2003 bis 2009 studierte er Dokumentarfilm und Fernsehpublizistik an der Hochschule für Fernsehen und Film München. Für seinen Abschlussfilm Ein Sommer voller Türen über das Geschäft von jungen Haustürwerbern des Malteser Hilfsdienstes erhielt er 2010 den First Steps Award. Seit 2006 ist Stefan Ludwig freiberuflich tätig und gestaltet Dokumentarfilme für verschiedene Fernsehsender und das Kino.
Seine Filme beschäftigen sich mit sozialen, politischen und religiösen Themen. So besuchte er für seinen Kinodokumentarfilm Der zornige Buddha (2016) über drei Jahre eine Roma-Siedlung in Ostungarn, in der eine buddhistische Schule Roma-Jugendlichen den Weg an die Universitäten ebnen möchte. Der Film wurde von der Deutschen Film- und Medienbewertung mit dem Prädikat  „Besonders wertvoll“ ausgezeichnet und beim Fünf Seen Filmfestival als bester Dokumentarfilm ausgezeichnet.
Seit 2016 bearbeitet Stefan Ludwig zunehmend auch historische Stoffe, teilweise in semi-fiktionaler Form. In dem ARD/ORF-Dokudrama Glauben, Leben, Sterben – Menschen im Dreißigjährigen Krieg (2018) lässt er historische Figuren in Spielszenen direkt in die Kamera sprechen. In der ZDF/ORF/Arte-Produktion Sisi – die Getriebene (ORF-Titel: Elisabeth – Kaiserin auf der Flucht) verkörpert Sunnyi Melles eine alternde Kaiserin Elisabeth von Österreich.
Stefan Ludwig lebt bei Wien.

## Filmografie (Auswahl)
Filme
- 2004: Beißen Beißen Beißen (Dokumentarfilm)
- 2006: Geliebte Stimmen (Dokumentarfilm)
- 2007: Streikblues (Kurzfilm)
- 2010: Ein Sommer voller Türen (Dokumentarfilm)
- 2016: Der zornige Buddha (Dokumentarfilm)

Fernsehen (Auswahl)
- 2006: Eichstätt – Alte Stadt und junger Geist (Dokumentation)
- 2012: Vor Ort: Die Wiesn-Cops (Reportage)
- 2015: Mei Tracht, mei Gwand
- 2016: Auf den Spuren des Kaisers
- 2017: Eremiten – Reise nach innen
- 2018: Glauben, Leben, Sterben – Menschen im Dreißigjährigen Krieg
- 2019: Sisi – die Getriebene (Elisabeth – Kaiserin auf der Flucht)
- 2020: Die Erfindung der Liebe
- 2021: Augustus und Livia – Liebe, Macht und Schwert
- 2023: Aufstand im Bordell – Frauenhandel um 1900
- 2024: Die ersten Fliegerinnen – Zwischen Triumph und Tragödie

## Preise und Auszeichnungen
- 2025: „Beste Regie“ und „Bestes Ensemble“ für Aufstand im Bordell, Pápa International Historical Film Festival[7]
- 2025: Fernsehpreis der Erwachsenenbildung für Aufstand im Bordell[8]
- 2016: Prädikat „Besonders wertvoll“ für Der zornige Buddha[3]
- 2016: „Bester Dokumentarfilm“ für Der zornige Buddha, Fünf-Seen-Filmfestival[4]
- 2010: First Steps Award für Ein Sommer voller Türen[1]
- 2008: FFF-Förderpreis für Streikblues, Regensburger Kurzfilmwoche[9]
- 2006: Zelig-Preis für Geliebte Stimmen, Borderlands Filmfestival Bozen
- 2005: Avid-Preis für Beißen Beißen Beißen, Dokfest München[10]